# Ricardo Domingos Barbosa Pereira
Ricardo Domingos Barbosa Pereira eller bare Ricardo (født 6. oktober 1993 i Lissabon, Portugal), er en portugisisk fodboldspiller (back/wing). Han spiller for den Leicester City i Englands Premier League.
Ricardo startede sin karriere i hjemlandet hos Vitória Guimarães, hvor han spillede frem til 2013. Her skiftede han til FC Porto. Efter tre år i Porto, hvor han var med til at vinde både det portugisiske mesterskab og landets pokalturnering skiftede han i sommeren 2018 til Leicester i England.

## Landshold
Ricardohar (pr. maj 2018) spillet tre kampe for Portugals landshold, som han debuterede for 14. november 2015 i en venskabskamp mod Rusland. Han var en del af den portugisiske trup tilVM 2018 i Rusland.